# CBU-87 CEM
CBU-87 CEM (Combined Effects Munition) je kazetová puma používaná letectvem Spojených států amerických (USAF), vyvinutá společnostmi Aerojet a Honeywell. Zbraň byla zavedena v roce 1986 jako náhrada za dřívější kazetové pumy, které byly požívány během války ve Vietnamu. CBU znamená „Cluster Bomb Unit“. Pokud je CBU-87 používána v kombinaci s řídicí soupravou WCMD (Wind Corrected Munitions Dispenser), stává se přesně naváděnou zbraní neboli „chytrou bombou“ s označením CBU-103.

## Popis
CBU-87 bez soupravy WCMD je navržena pro shazování z letounů z jakékoliv výšky a při jakékoliv rychlosti. Jedná se o volně padající bombu, která musí být zaměřena předtím, než je odhozena z letounu. Po svém odhození nemůže přijímat žádné povely, na rozdíl od řízené munice nebo tzv. „chytrých bomb“. Puma může být shazována z celé řady současných moderních letounů. Bomba je 2,33 m dlouhá, má průměr 40 cm a váží zhruba 430 kg. Cena jedné z nich je téměř 14 000 USD.
Před odhozením může pilot volit ze dvou způsobů uvolnění submunice z pumy – časový nebo přibližovací. V prvním režimu se kontejner s bombičkami otevírá po uplynutí 0,63 s až 4,15 s po odhození, což musí být nastaveno na zemi skokově ve 12 různých časech. V druhém případě se kontejner otevře v určité výšce nad terénem, což zajišťuje výškový senzor FZU-39/B. Výška rozevření musí být opět skokově přednastavena na zemi od 40 do 1 400 m.
Každá CBU-87 se skládá z pouzdra SUU-65B a 202 kusů submunice (neboli malých bombiček) s označením BLU-97/B, které mají kombinovaný účinek. Bombička vypadá jako žlutý válec o délce 20 cm a průměru 6 cm. Submunice BLU-97/B je určena proti obrněným cílům, živé síle i lehkým cílům. Skládá se z kumulativní nálože, ocelového fragmentovaného pouzdra pro vznik velkého množství střepin a zirkoniového kroužku pro posílení zápalných účinků.
Bezprostředně po odhození z letounu se rozvinou stabilizační plochy, které vyvolají podélnou rotaci pumy. Na bombě je možné nastavit 6 rychlostí rotace bomby od 0 – 2 500 otáček za minutu. Rotace slouží jednak ke směrové stabilizaci pádu a také odstředivá síla rotace umožní vymrštění a rozprášení submunice. Poté, co klesne na zvolenou výšku nebo po uplynutí zvolené doby, se pouzdro otevře a submunice se uvolní z pouzdra ven. Každá z bombiček je na konci opatřena kroužkem, který po uvolnění vypustí nafukovací polštářek, který slouží jako padáček ke snížení rychlosti pádu a nasměruje bombičku správným koncem k zemi. Když bombičky dopadnou na zem, pokryjí poměrně velkou plochu účinnou municí. Podle nastavení bomby může být pokryta větší nebo menší oblast. V závislosti na rychlosti rotace pumy před otevřením pouzdra a také výšky nad zemí, kdy bude pouzdro otevřeno, se pokrytá plocha pohybuje od 20×20 metrů (malá výška otevření a nízká rychlost rotace) až 200×400 m (velká výška otevření a vysoká rychlost rotace).
Výrobci i ministerstvo obrany Spojených států amerických uvádí, že počet bombiček, které selžou a nevybuchnou, se pohybuje kolem 5%. To znamená, že z 202 kusů submunice jich kolem 10 neexploduje při kontaktu se zemí. Nezisková organizace Landmine Action uvádí, že počet nevybuchlé submunice BLU-97/B, která byla použita při bombardování Jugoslávie, se pohybuje kolem 7 až 8 procent. Tato nevybuchlá munice představuje následné značné riziko hlavně pro civilní obyvatelstvo. Výrazně žlutý obal přitahuje zvláště děti. Některé zdroje uvádějí, že v Afghánistánu dochází ke smrtelným nehodám v důsledku záměny bombiček s balíčky s potravinovou pomocí, které se jim nápadně podobají.

## Operační použití
Během operace Pouštní bouře svrhlo USAF celkem 10 035 pum CBU-87. Během operace Spojenecká síla svrhly americké síly kolem 1 100 kazetových pum, většinou CBU-87.
7. května 1999 byly pumy CBU-87 použity při nejvážnějším incidentu, při kterém zemřelo 14 civilistů, když pumy svržené z nizozemských letounů F-16 minuly své cíle a zasáhly centrum srbského města Niš.